# منطقه تاریخی بلوار واشینگتن
منطقه تاریخی بلوار واشینگتن (به انگلیسی: Washington Boulevard Historic District) یک منطقهٔ مسکونی در ایالات متحده آمریکا است که در دیترویت واقع شده‌است.

## نگارخانه

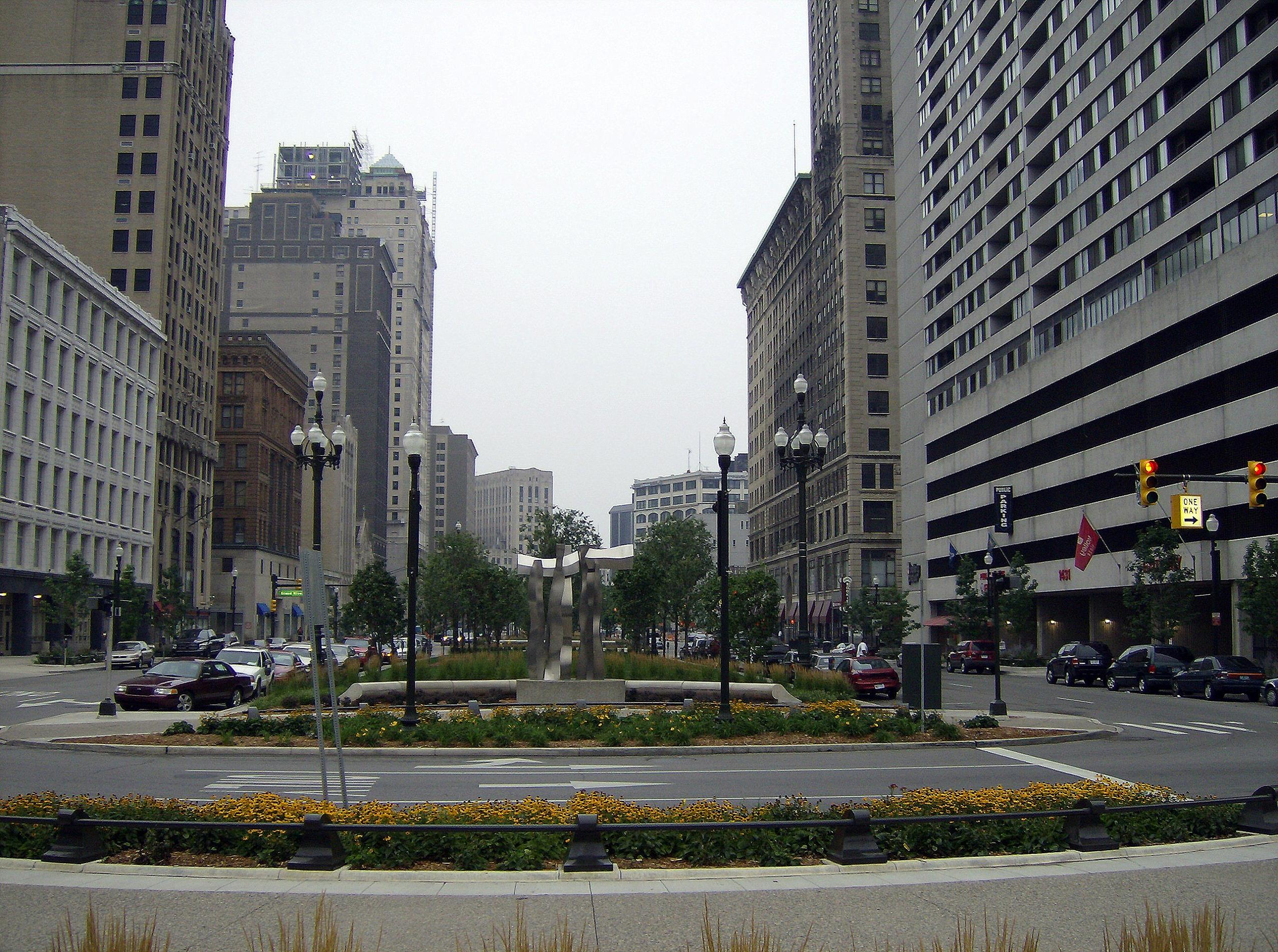
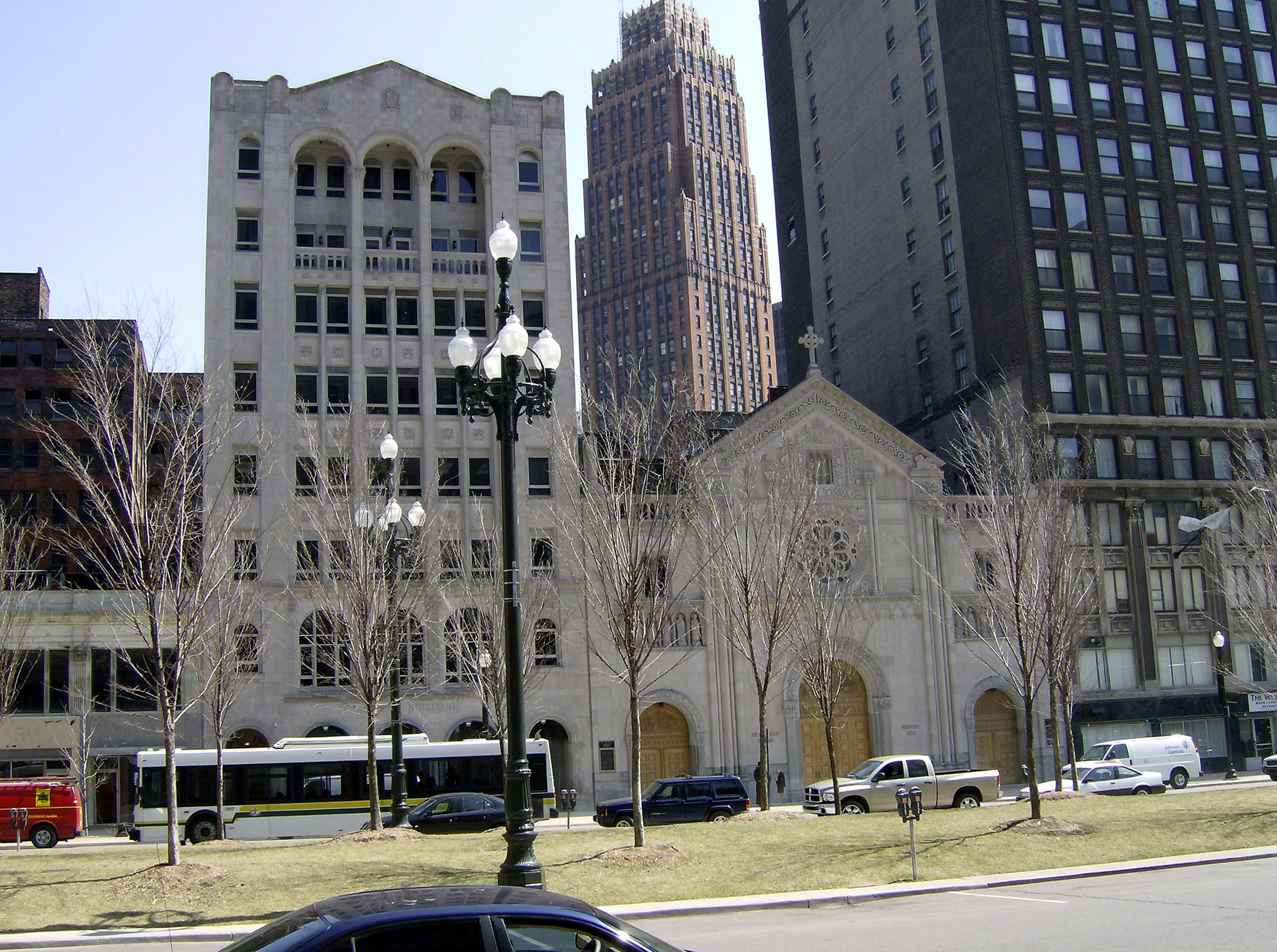
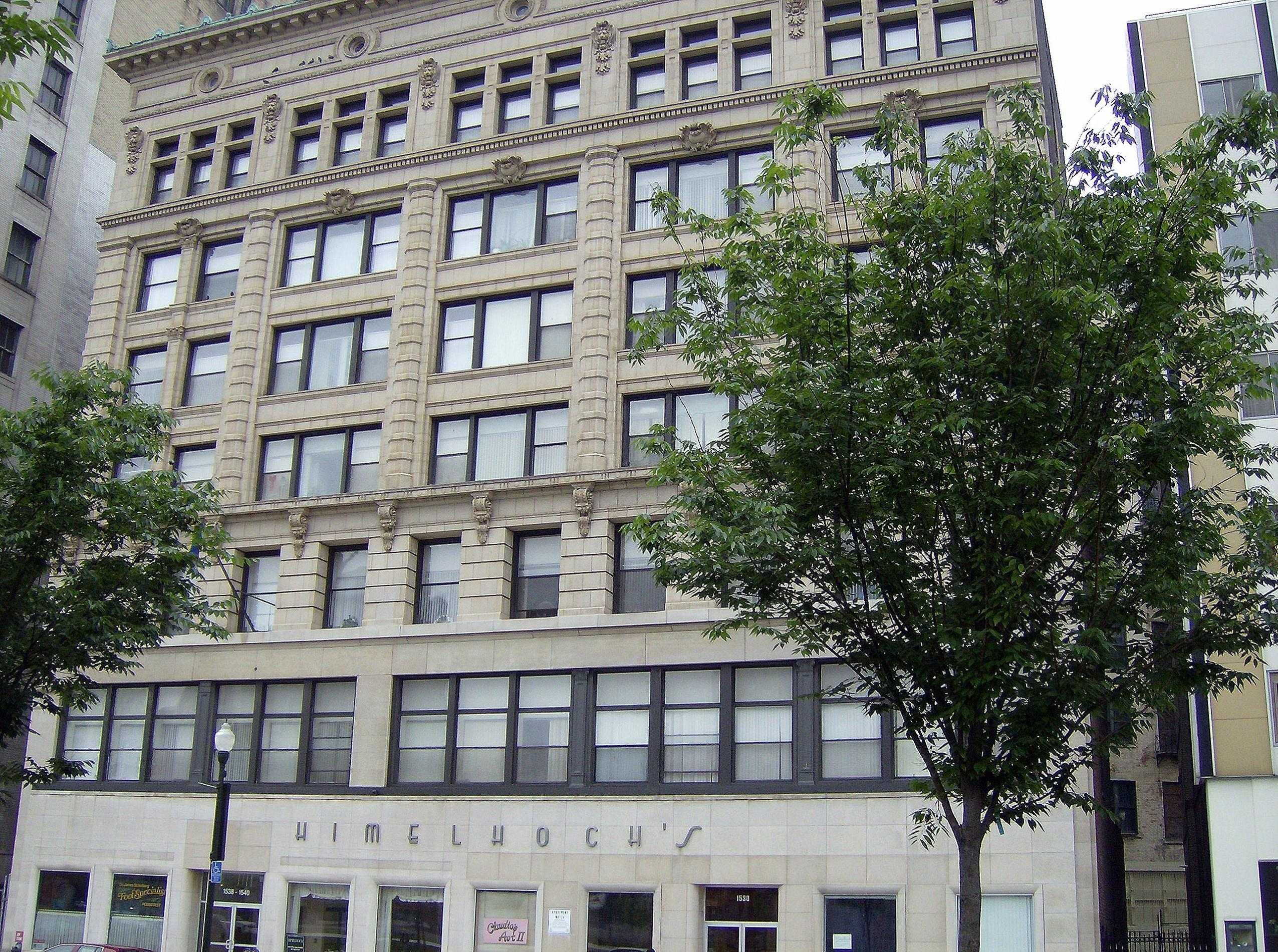
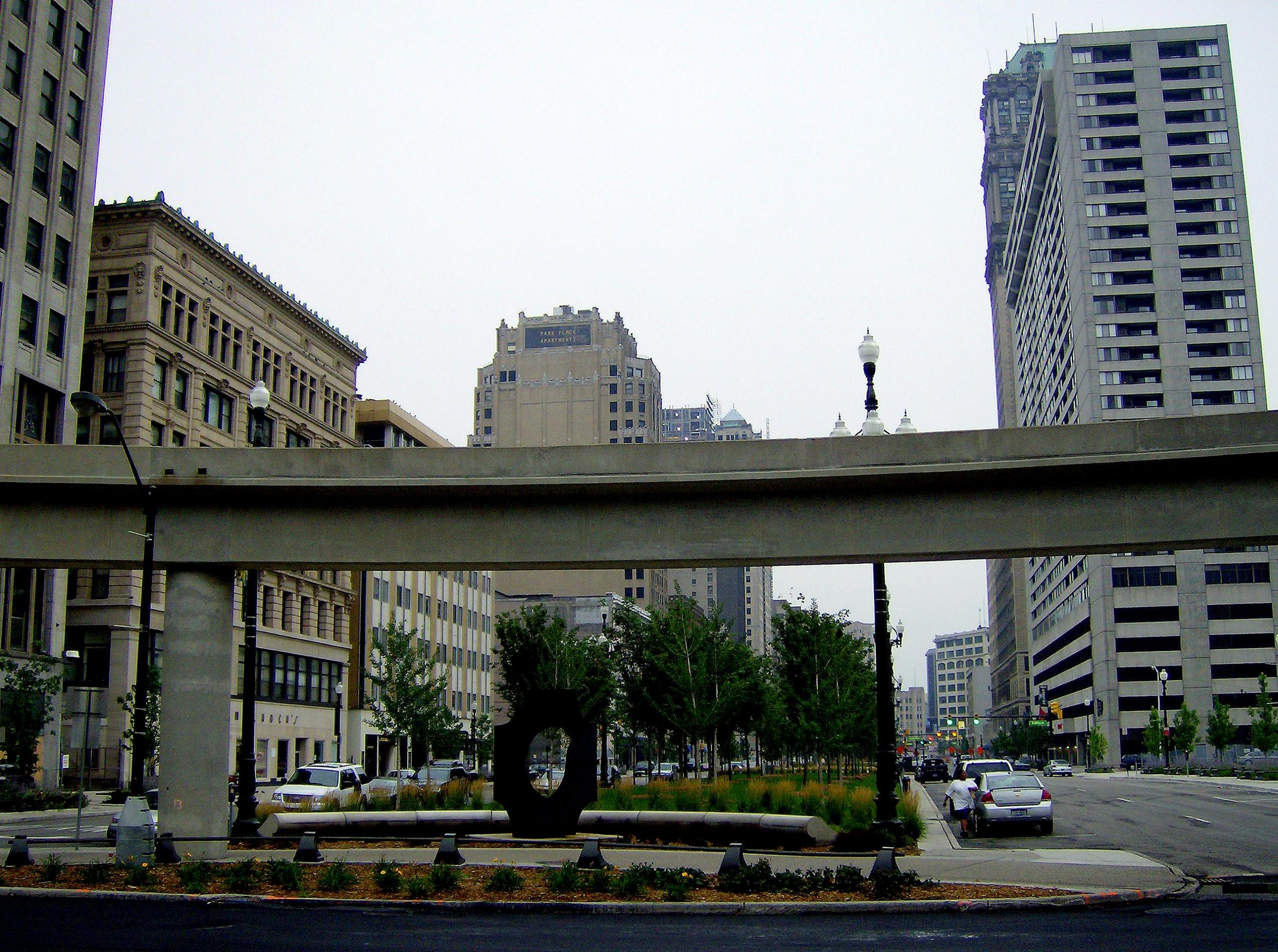
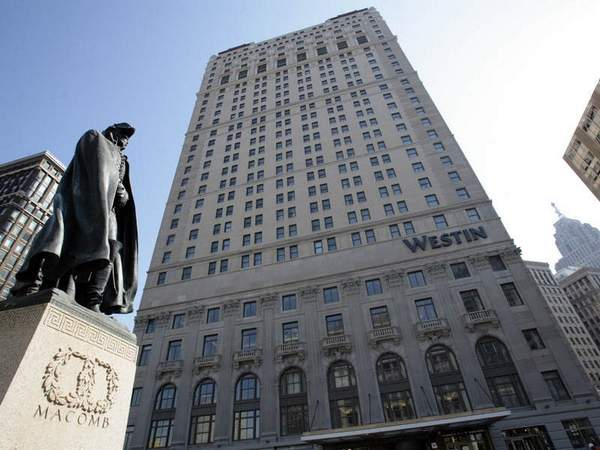
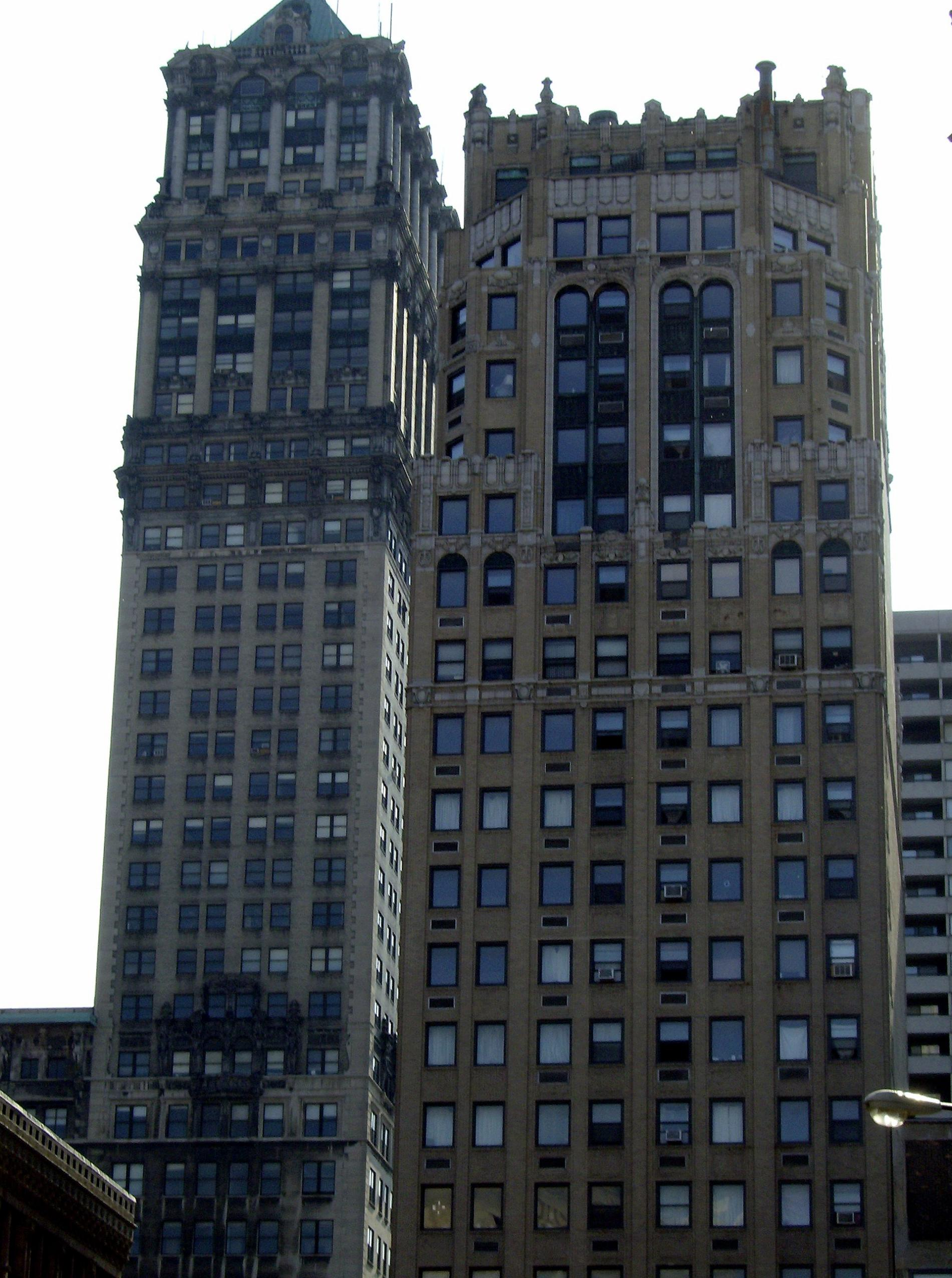
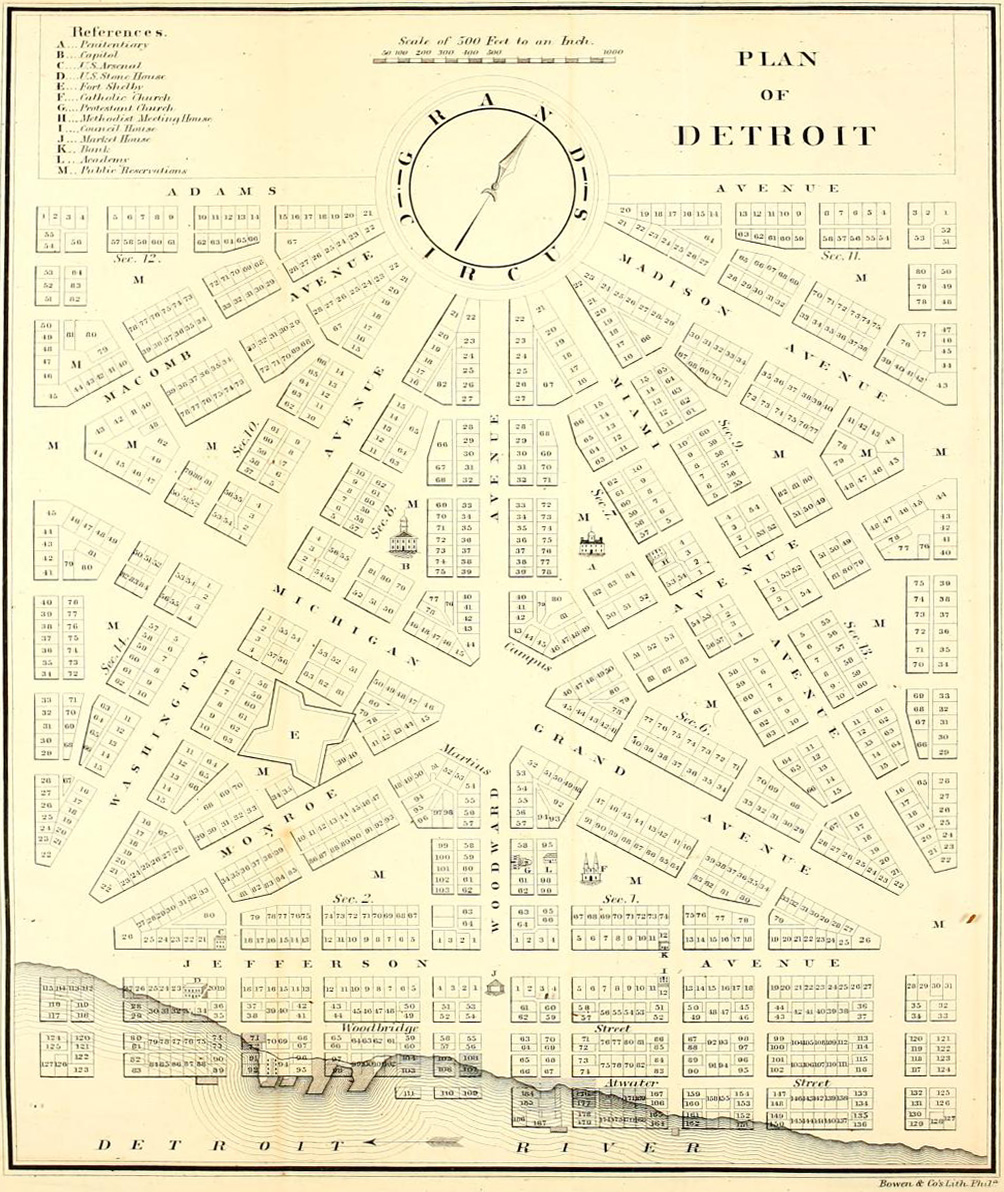